# Roman Leszczyński

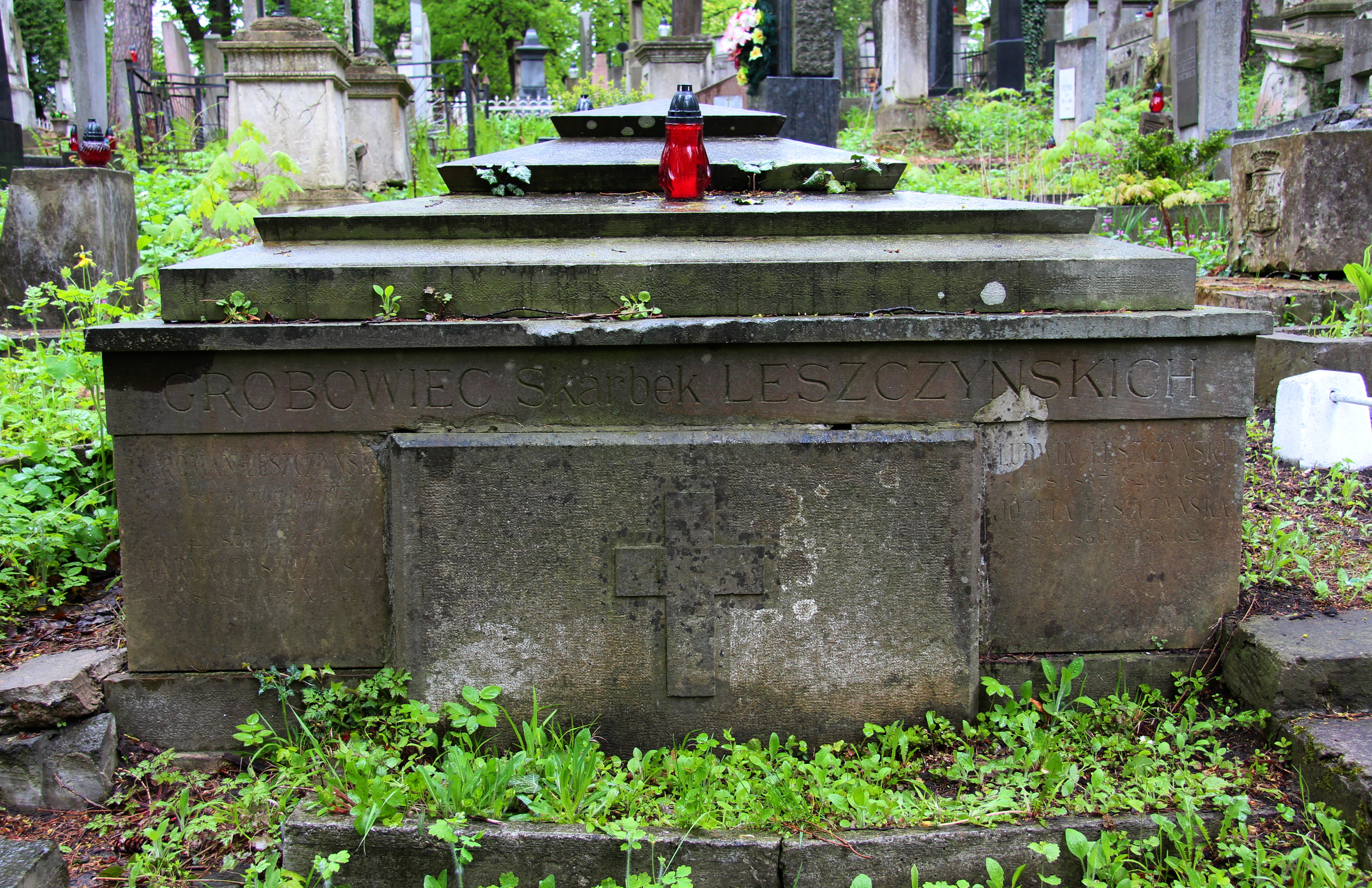
Grobowiec Romana Leszczyńskiego

Roman Leszczyński (ur. 1 grudnia 1876 w Złoczowie, zm. 12 marca 1940) – polski lekarz, wenerolog, specjalista syfilidologii.

## Życiorys
Urodził się 1 grudnia 1876 w Złoczowie, w rodzinie Ludwika i Józefy Leszczyńskich. Ukończył gimnazjum we Lwowie, następnie Wydział Lekarski Uniwersytetu Franciszkańskiego. Na tej uczelni uzyskał tytuł doktora wszechnauk lekarskich w 1901. Studia uzupełniał w Wiedniu i Berlinie. W schyłkowym okresie zaboru austriackiego pracował na żeńskim oddziale skórnym szpitala we Lwowie. Został lekarzem Kliniki Dermatologicznej, zorganizowanej we Lwowie przez dr. Włodzimierza Łukasiewicza. Po wybuchu I wojny światowej ewakuował się w głąb Imperium Rosyjskiego, gdzie przebywał w latach 1915–1919. Od maja 1919 do lutego 1921 służył w Wojsku Polskim.
W 1920 uzyskał habilitację na przemianowanym na polski Uniwersytecie Jana Kazimierza we Lwowie. Został specjalistą wenerologii i syfilidologii. Od 1921 do 2. poł. lat 30. pracował jako ordynator Oddziału Skórno-Wenerycznego dla kobiet w Państwowym Szpitalu Powszechnym we Lwowie. Na Uniwersytecie Jana Kazimierza był wykładowcą diagnostyki chorób skórnych.
Założyciel (1921) i prezes Oddziału Lwowskiego Polskiego Towarzystwa Dermatologicznego. Postanowieniem prezydenta RP Ignacego Mościckiego z 2 grudnia 1929 został mianowany profesorem Uniwersytetu Jana Kazimierza we Lwowie. Był prezesem Towarzystwa Dermatologicznego. W 1936 został wydany zeszyt pamiątkowy pt. „Polskiego Przeglądu Dermatologicznego” z okazji jubileuszu prof. Romana Leszczyńskiego.
Zmarł w 1940. Został pochowany na Cmentarzu Łyczakowskim we Lwowie.
Innym lekarzem i profesorem uniwersyteckim o tej samej tożsamości był Roman Leszczyński (1891–1940), specjalista farmakologii.

## Ordery i odznaczenia
- Krzyż Komandorski Orderu Świętego Sawy (Jugosławia)[1]